# Бонифачо (кантон)
Бонифачо (фр. Bonifacio) — упразднённый кантон во Франции, находился в регионе Корсика, департамент Южная Корсика. Входил в состав округа Сартен.
Код INSEE кантона — 2A07. В кантон Бонифачо входила одна коммуна — Бонифачо, которая с 2015 года находится в кантоне Гран-Сюд.

## Население
Население кантона на 2008 год составляло 2872 человека.
| 1962  | 1968  | 1975  | 1982  | 1990  | 1999  | 2006 | 2007  | 2008  |
| ----- | ----- | ----- | ----- | ----- | ----- | ---- | ----- | ----- |
| 2 418 | 2 431 | 2 693 | 2 736 | 2 683 | 2 658 | —    | 2 852 | 2 872 |